# Don't Tell Me That It's Over
«Don't Tell Me That It's Over» es el primer sencillo del segundo álbum de estudio de Amy Macdonald, A Curious Thing, lanzado el 26 de febrero de 2010 en Alemania y el 1 de marzo de 2010 en Reino Unido.

## Lista de canciones
| CD single (Melodramatic Records / Mercury Records 273 309 1) |                                                                       |          |  |
| N.º                                                          | Título                                                                | Duración |  |
| 1.                                                           | «Don't Tell Me That It's Over» (Radio edit)                           | 3:18     |  |
| 2.                                                           | «A Town Called Malice» (Grabado en vivo (Radio 2 Simon Mayo Session)) | 2:47     |  |

### Sencillo CD Europeo° / iTunes - EP
| CD single (° Melodramatic Records / Mercury Records 273 360 6) |                                                                                                |          |  |
| N.º                                                            | Título                                                                                         | Duración |  |
| 1.                                                             | «Don't Tell Me That It's Over» (Radio edit)                                                    | 3:18     |  |
| 2.                                                             | «Young Lovers»                                                                                 | 3:22     |  |
| 3.                                                             | «Rock 'n' Roll Star (Acústico)» (Oasis - Cover Version; grabado en @ The Engine Room, Londres) | 2:22     |  |
| 4.                                                             | «Don't Tell Me That It's Over (videoclip)»                                                     |          |  |

### CD Sencillo Reino Unido
| CD single |                                             |          |  |
| N.º       | Título                                      | Duración |  |
| 1.        | «Don't Tell Me That It's Over» (Radio edit) | 3:16     |  |

## Vídeo musical
El vídeo musical muestra a Macdonald cantando y tocando la guitarra en un tipo de habitación. El vídeo también muestra escenas de la vida en la naturaleza y ciudades

## Listas
| Lista (2010)                             | Posición máxima |
| ---------------------------------------- | --------------- |
| Austria (Ö3 Austria Top 75)              | 10              |
| Belgium (Ultratop Flanders)              | 7               |
| Belgium (Ultratop Wallonia)              | 2               |
| Netherlands (Dutch Top 40)               | 33              |
| Netherlands (Mega Single Top 100)        | 29              |
| European Hot 100 Singles                 | 18              |
| Finland (Suomen virallinen lista)        | 16              |
| Germany (Media Control AG)               | 6               |
| Hungary (Rádiós Top 40)                  | 18              |
| Scotland (The Official Charts Company)   | 21              |
| Spain (PROMUSICAE)                       | 42              |
| Switzerland (Media Control AG)           | 4               |
| UK Singles (The Official Charts Company) | 48              |

## Personal
- Mezclado por - Bob Clearmountain
- Producido, Arreglado por - Pete Wilkinson
- Escrito por, voces, guitarra - Amy Macdonald

### Créditos
- Coros - Sarah Erasmus
- Bajo - Ben Sargeant
- Chelo - Ann Lines
- Batería - Adam Falkner
- Guitarra eléctrica - Jolyon Dixon
- Ingeniero [Balance] - Jo Miflin
- Ingeniero - Dick Beetham
- Ingeniero - Mo Hausler
- Productor ejecutivo - Paul Adam
- Guitarra - Mark Kulke
- Teclados - Shannon Harris
- Mezcla - Danton Supple
- Fotografía - Nicky Emmerson
- Productor - Paul Long
- Productor [Adicional], Ingeniero - Joe Fields
- Productor, Arreglos, Arreglos [Cuerdas], Arreglos [Teclados], Arreglos [Piano] - Pete Wilkinson
- Viola - Peter Lale (canción: 1), Susan Dench
- Violín - Chris Tumbling, Jonathan Hill, Laura Melhuish, Leo Payne
- Voz, guitarra acústica - Amy Macdonald
- Escritura -Amy Macdonald, Paul Weller